# Oleksandra Kohut
Pour l’article homonyme, voir Kohut.
Oleksandra Kohut ou Aleksandra Kogut, née le 9 décembre 1987 à Lviv, est une lutteuse ukrainienne et autrichienne.

## Carrière
Vice-championne du monde juniors des moins de 48 kg en 2004, Oleksandra Kohut remporte en 2005 le titre mondial junior en moins de 51 kg et la médaille de bronze aux Mondiaux universitaires en moins de 48 kg ; elle termine la même année cinquième des Mondiaux seniors en moins de 51 kg.
En 2006, elle est médaillée de bronze en moins de 51 kg aux Championnats d'Europe et est sacrée championne d'Europe junior dans la même catégorie. Elle est médaillée de bronze des moins de 51 kg aux Championnats du monde juniors et aux Championnats d'Europe juniors en 2007.
Médaillée de bronze des moins de 48 kg aux Championnats d'Europe de lutte 2008 et médaillée de bronze des moins de 51 kg aux Championnats du monde de lutte 2009, elle obtient en 2010 la médaille de bronze des moins de 51 kg aux Championnats d'Europe et la médaille d'or dans la même catégorie aux Championnats du monde.
Elle est médaillée d'argent des moins de 51 kg aux Championnats d'Europe de lutte 2012.
Elle concourt depuis 2018 sous les couleurs autrichiennes.